# Karl Nováček

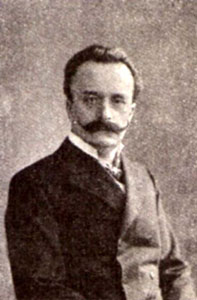
Karl Nováček

Karl Nováček (auch Karel Nováček; * 12. Juli 1864 oder 1868 in Fehértemplom, Königreich Ungarn, Österreich-Ungarn; † 1929) war ein tschechischer Cellist, Militärkapellmeister und Dirigent.
Der Sohn des Komponisten Martin Nováček erlernt schon als Kind das Cellospiel und wurde neunjährig Cellist in dem Streichquartett, das sein Vater mit zwei seiner Brüder gegründet hatte. Bei einem Konzert im Hause des Komponisten Géza Zichy spielte er 1881 mit seinem Vater zwei Stücke von David Popper.
Von 1890 bis 1893 war er Militärkapellmeister es 61. Infanterieregimentes in Peterwardein, danach des 71. Infanterieregimentes in Erlau. Schließlich war er bis zu seiner Pensionierung Erster Cellist der Königlichen Oper in Budapest. Auch seine Brüder Ottokar, Rudolf und Victor Nováček wurden als Musiker bekannt.